# František Tikal

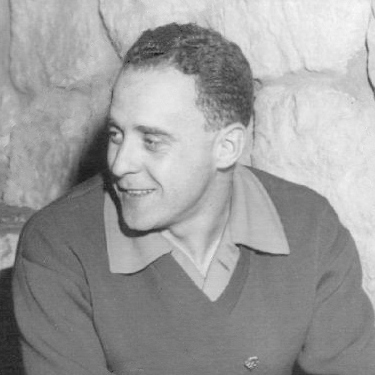
František Tikal (1960)

František Tikal (* 18. Juli 1933 in Včelná, Tschechoslowakei; † 10. August 2008 in Prag) war ein tschechoslowakischer Eishockeyspieler, der über viele Jahre für den HC Sparta Prag und die tschechoslowakische Nationalmannschaft auf der Position des Verteidigers spielte.

## Karriere
František Tikal begann seine Karriere 1951 bei Spartak Sokolovo, dem späteren Sparta Prag. Über insgesamt 17 Spielzeiten blieb er diesem Verein treu und erzielte in 360 Spielen seiner Karriere 80 Tore. Neben seiner Karriere im Verein hatte Tikal sehr große Erfolge bei internationalen Titelkämpfen: Er nahm mit der tschechoslowakischen Auswahlmannschaft an neun Weltmeisterschaften (1957, 1958, 1959, 1960, 1963, 1964, 1965, 1966 und 1967) sowie zwei Olympischen Winterspielen (1960 und 1964) teil, wobei er insgesamt sechs Medaillen gewann. In insgesamt 59 Spielen im Nationaltrikot erzielte Tikal 17 Tore. Bei der Weltmeisterschaft 1962 führte er die Tschechoslowakei als Kapitän aufs Eis. Zwei Jahre später wurde er als bester Verteidiger der Weltmeisterschaft 1964 ausgezeichnet. Wiederum  ein Jahr später wurde er erneut zum besten Verteidiger sowie in das All-Star-Team der Weltmeisterschaft 1965 gewählt.
Sein Zwillingsbruder Zdeněk Tikal emigrierte nach Australien und nahm mit der australischen Nationalmannschaft an den Olympischen Winterspielen 1960 in Squaw Valley teil, wo er auf seinen Bruder im ČSSR-Trikot traf. Das Spiel zwischen Australien und der ČSSR endete mit 1-18.
Nach dem Ende seiner Spielerkarriere arbeitete Tikal als Eishockeytrainer in der Tschechoslowakei, in Österreich beim ATSE Graz und als Nationaltrainer der polnischen Auswahlmannschaft. Zwischen 1971 und 1973 trainierte er den HC Slavia Prag.
2004 wurde František Tikal mit der Aufnahme in die IIHF Hall of Fame geehrt. Er verstarb am 10. August 2008 in Prag im Alter von 75 Jahren.

## Erfolge und Auszeichnungen
- Gewinn der Silbermedaille bei den Weltmeisterschaften 1965 und 1966
- Gewinn der Bronzemedaille bei den Weltmeisterschaften 1957, 1959 und 1963
- Gewinn der Bronzemedaille bei den Olympischen Winterspielen 1964
- Wahl zum besten Verteidiger bei den Weltmeisterschaften 1964 und 1965
- Wahl ins All-Star-Team der Weltmeisterschaft 1965